# استان بوکیو
استان بوکیو (به لاتین: Bokeo Province) یک استان در لائوس است که در غرب این کشور واقع شده‌است.

## خصوصیات
استان بوکیو ۶٬۱۹۶ کیلومترمربع مساحت و ۱۴۵٬۲۶۳ نفر جمعیت دارد.

## نگارخانه

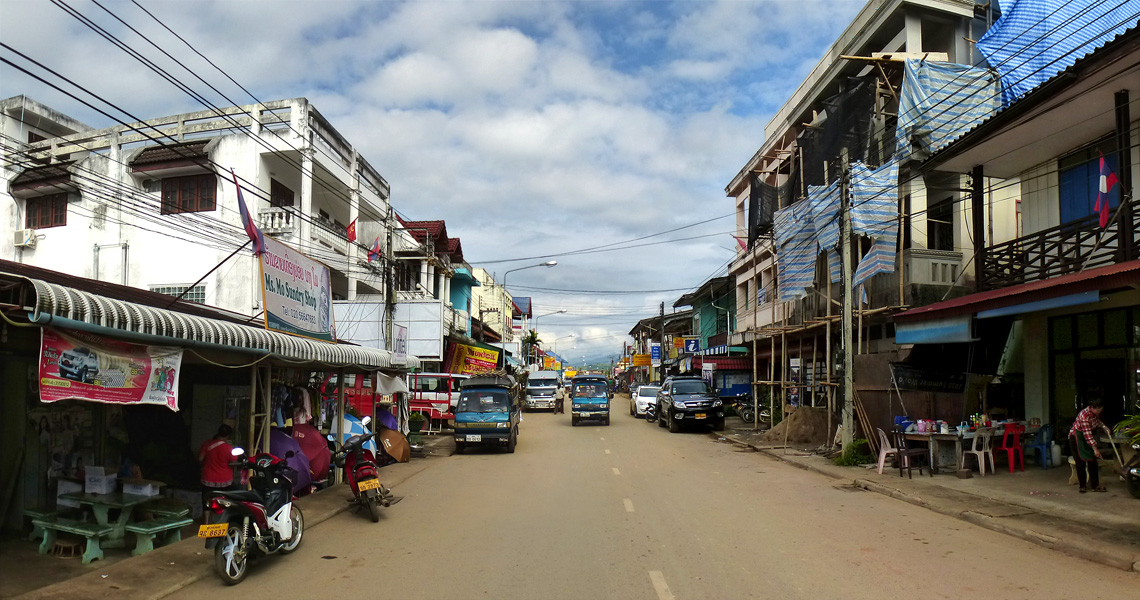
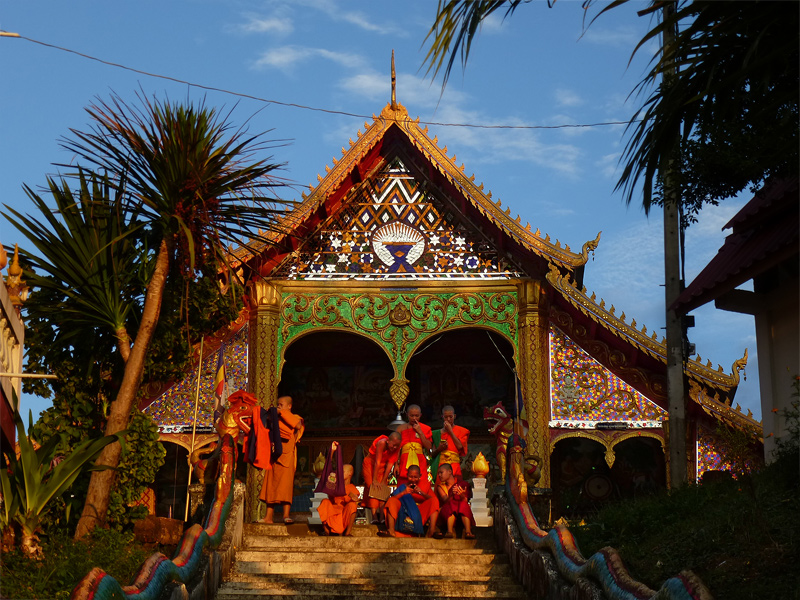
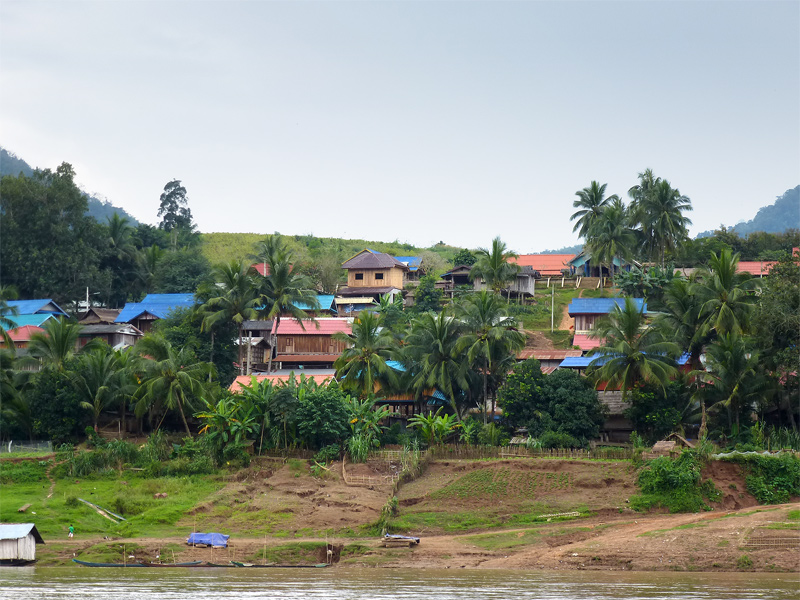
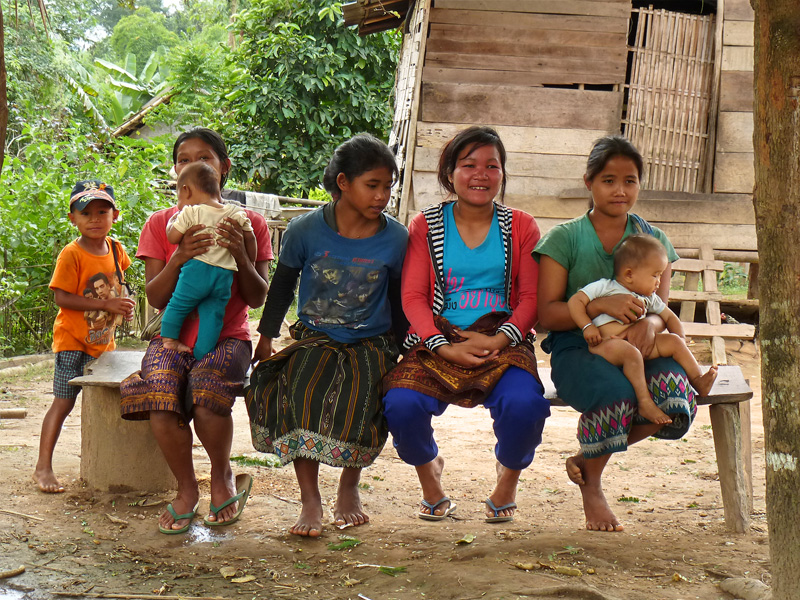